# Planeta DeAgostini
Planeta DeAgostini è una joint venture tra la società editoriale spagnola Grupo Planeta e l'italiana De Agostini con sede a Barcellona.
La società è il maggiore azionista dell'emittente televisiva Antena 3, la prima emittente privata ad andare in onda nel 1990 in Spagna e tra le prime per numero di spettatori. La joint venture detiene anche il controllo di Onda Cero Radio, una catena radiofonica che copre tutto il territorio spagnolo ed è presente anche nel settore della produzione televisiva e cinematografica.

## Storia
Dall'agosto 2006 a dicembre 2011 è stata concessionaria esclusiva per l'Italia dei diritti sui fumetti DC Comics e Vertigo. Fra le altre pubblicazioni a fumetti, vi sono i volumi di ristampe de I Puffi, quelle di Braccio di Ferro, di Tarzan, della rivista satirica Mad Magazine e le raccolte di vignette dell'autore tedesco Joscha Sauer, conosciuti in italia come Non c'è niente da ridere (titolo originale Nichtlustig).
Dalla fine del 2007 agli ultimi mesi del 2009 è stata pubblicata una linea manga, tra i cui titoli troviamo Bobobo-bo Bo-bobo, Nôgami Neuro investigatore demoniaco e Tutor Hitman Reborn!, apparsi sulla rivista Weekly Shōnen Jump di Shūeisha; oltre a Karin e Rosario + Vampire di cui la Planeta è titolare dei diritti in Italia dal 2009 ma di cui non ha mai pubblicato nessun volume. La pubblicazione dei manga è stata sospesa per un periodo di quasi due anni, salvo poi essere lentamente ripresa nei primi mesi del 2011.
Viene pubblicata anche una selezione di titoli dedicati al fumetto franco-belga. Nel 2010 manda in edicola e fumetteria il suo primo fumetto di produzione italiana: Harry Moon (opera incompiuta e chiusa dopo pochi numeri).
Da dicembre 2011 Planeta DeAgostini ha perso definitivamente i diritti DC Comics e Vertigo in Italia e in Spagna. La DC si affida a dei gruppi editoriali locali, quali Panini Comics per l'Italia e El Catalogo del comic per la Spagna e il Sud America. Il 29 dicembre 2011, con un comunicato ufficiale sul suo sito web, l'editore spagnolo ha annunciato che la sua attività in Italia si concentrerà solamente sulla conclusione del manga Nôgami Neuro, abbandonando ogni altra pubblicazione ed affidandosi comunque ad un distributore terzo.